# Altarsteine bei Dransfeld

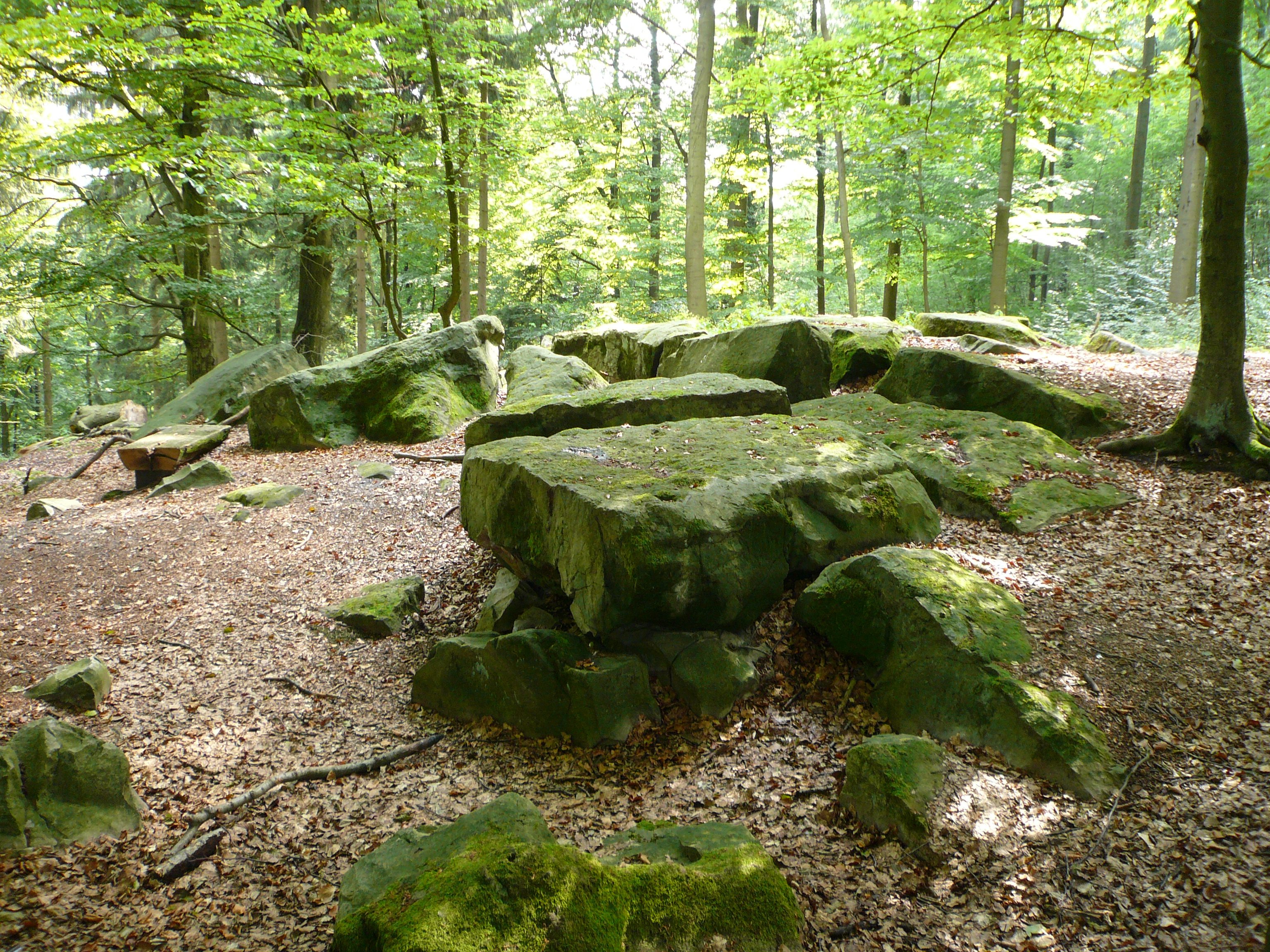
Altarsteine am Hengelsberg

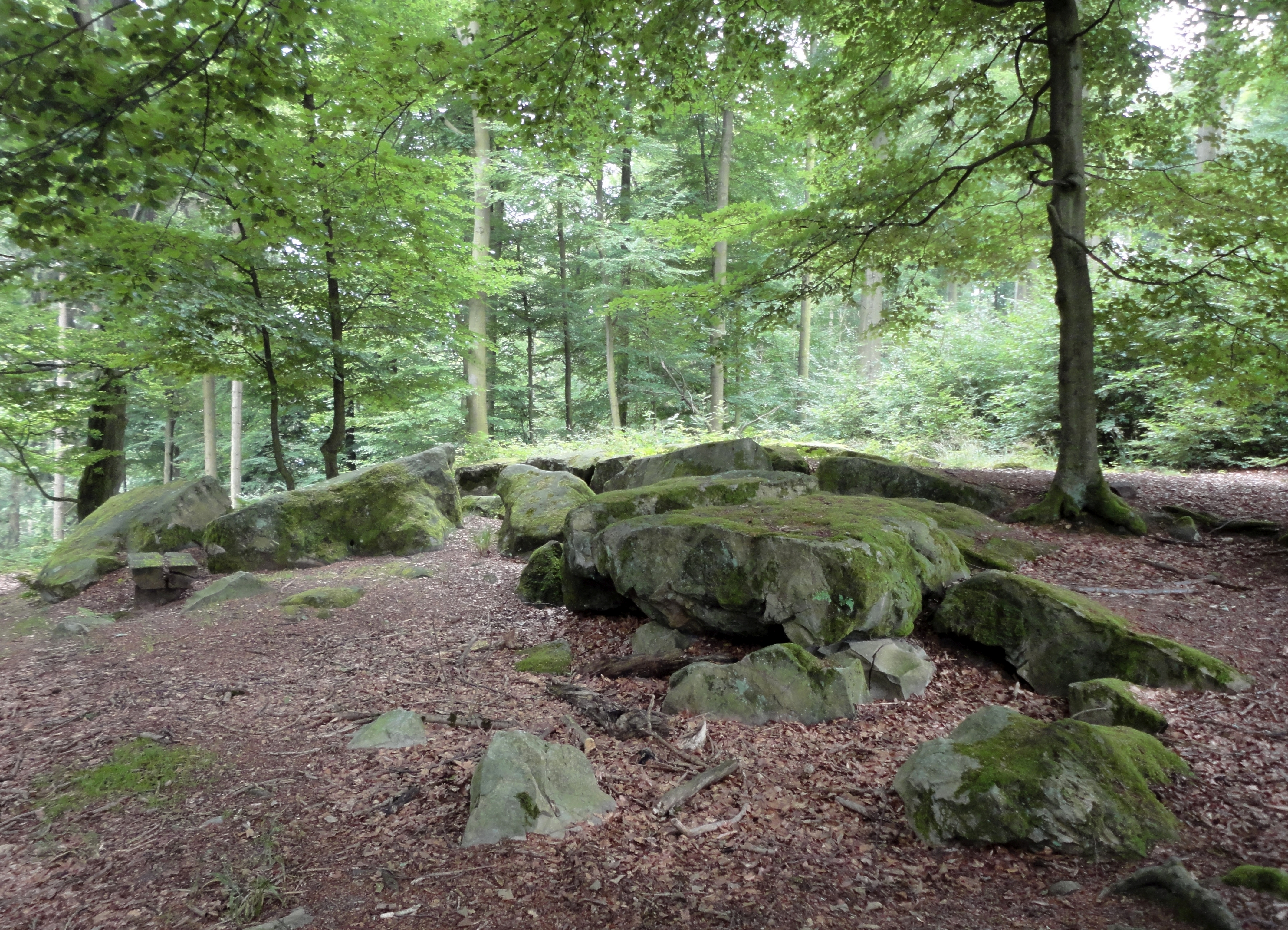

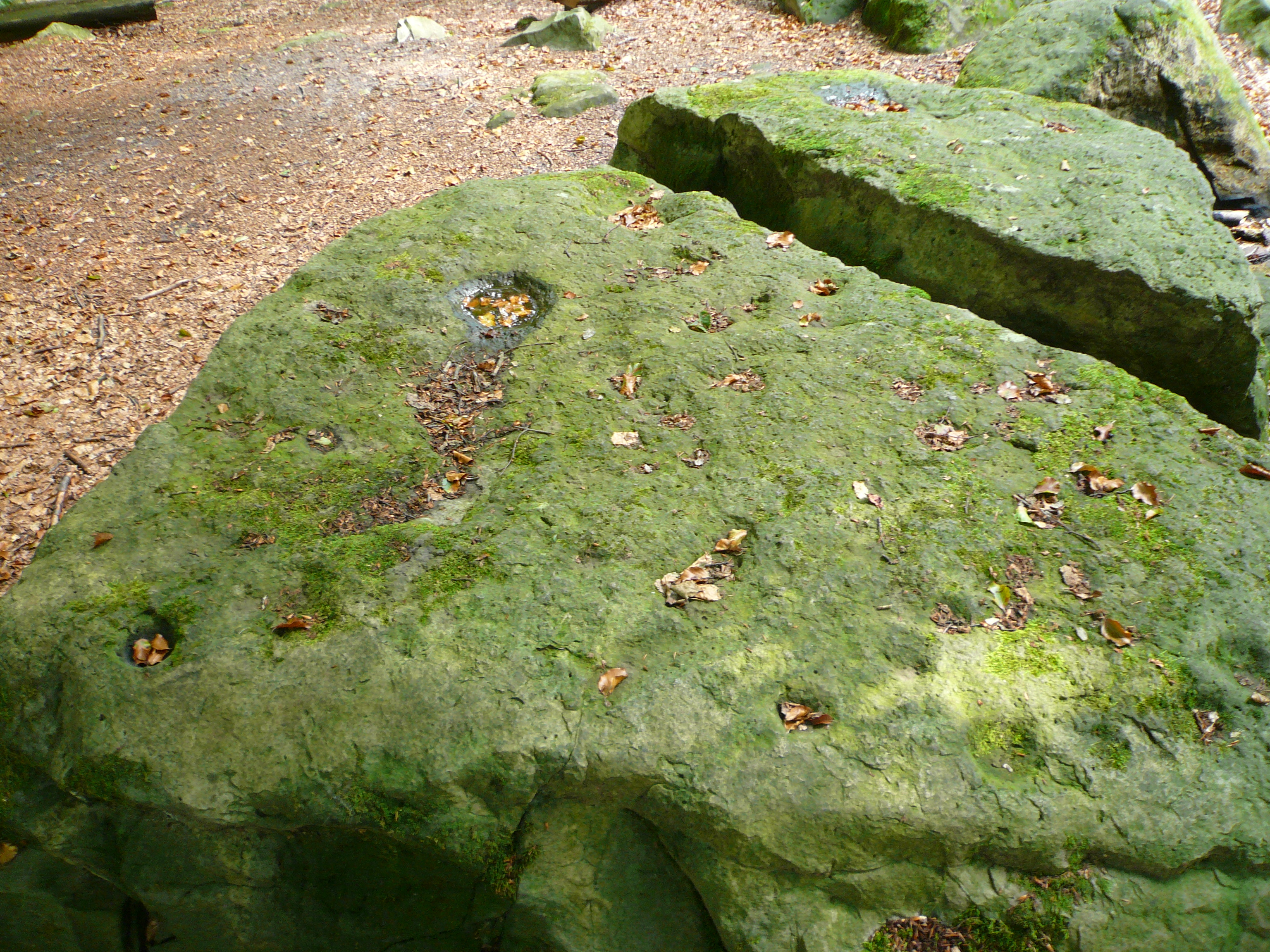

Die Altarsteine bei Dransfeld im Landkreis Göttingen in Niedersachsen liegen am Ostabhang des Hengelsberges, in der Senke zwischen dem Berg und dem östlich gelegenen Hohen Hagen. Hier findet sich eng benachbart Aufschlüsse aus Quarzitblöcken. Das Alter der Bezeichnung „Altarsteine“ ist unbekannt.

## Beschreibung
Einzelne der Blöcke zeigen Spuren menschlicher Bearbeitung. In die Oberfläche des in zwei Teile zerbrochenen nördlichen Blocks wurden 14 schalenförmige Vertiefungen von zumeist 7–10 cm Durchmesser und 1–5 cm Tiefe eingearbeitet. Ein Schälchen hat 20 cm Durchmesser. Die in der Regel runden Schälchen heben sich von den durch Verwitterung entstandenen Vertiefungen auf der Steinoberfläche deutlich ab. Ein benachbarter schmaler Stein zeigt auf der Oberfläche mehrere längliche, künstlich eingearbeitete Wetzrillen. Die vier flachen schälchenartigen Vertiefungen neben den Rillen könnten ebenfalls von Menschenhand geschaffen worden sein. Ein tiefes zylindrisches Bohrloch an einem der Blöcke bezeugt die Absicht den Stein zu zersprengen.
Die Altarsteine sind ein geschütztes Einzeldenkmal.

## Archäologie
An der auffälligen Steingruppe wurden zu verschiedenen Zeiten archäologische Untersuchungen vorgenommen. Aufgrund der Ergebnisse seiner Grabung an der Quarzitschlagstelle Voßküppel bei Bühren untersuchte F. B. Jünemann den Bereich zwischen den Steinen und konnte eine große Anzahl von Abschlägen und Gerätschaften aus Quarzit bergen. Er kam zu dem Schluss, dass die Menschen der Altsteinzeit hier das Material für ihre Steinwerkzeuge gewannen und zurichteten.
Von 1966 bis 1969 wiederholte sich der Fundreichtum bei Grabungen von K. Golzio. Stratigraphisch nicht differenzierbar wurden neben Stücken, deren Bearbeitung durch den Menschen ungesichert ist, eine Reihe von Abschlägen, Kratzern, Schabern, Bohrern und Klingen aus Quarzit geborgen. Bemerkenswert ist der Fund eines großen Faustkeiles. Ein Teil der Funde kann nach Art und Form der mittleren Altsteinzeit (Moustérien) zugeordnet werden. Während der letzten Eiszeit, etwa zwischen 100000 und 30000 v. Chr., dürften Gruppen von Jägern die Steinblöcke sporadisch zur Rohstoffgewinnung und Geräteherstellung aufgesucht haben. Zu dieser Zeit haben sich die Steinblöcke in der baumfreien Tundra als weithin sichtbare Landmarke gezeigt.
Die Vertiefungen entsprechen den Schälchen, wie sie von Denkmälern der Bronzezeit, z. B. vom nahe gelegenen Schalenstein von Wiershausen, bekannt sind. Auch die Wetzrillen könnten zu einem unbekannten Zeitpunkt im Rahmen von kultischen Handlungen entstanden sein. Sicher nachgewiesen ist derartiges Brauchtum für das hohe Mittelalter.
Auf dem Südabhang des Hengelsberges findet man einige kleine, schwer erkennbare Hügelgräber.